# Pleurothallis bicochlearis
Pleurothallis bicochlearis är en orkidéart som beskrevs av Carlyle August Luer. Pleurothallis bicochlearis ingår i släktet Pleurothallis och familjen orkidéer. Inga underarter finns listade i Catalogue of Life.